# Българска азбука
Бъ̀лгарската а̀збука е тази, чрез която се извършва писменото предаване на книжовния български език. Представлява основата на кирилицата и съдържа следните 30 букви (в скобите е показано произношението на буквите при четенето им поотделно, докато при четене на инициали в съкращения буквите на съгласните звуци обикновено се произнасят с добавена гласна „е“ или „а“ вместо „ъ“):
| А а (а)  | Б б (бъ) | В в (въ) | Г г (гъ) | Д д (дъ) | Е е (е)   | Ж ж (жъ)       | З з (зъ)       | И и (и)  | Й й (и кратко) |
| К к (къ) | Л л (лъ) | М м (мъ) | Н н (нъ) | О о (о)  | П п (пъ)  | Р р (ръ)       | С с (съ)       | Т т (тъ) | У у (у)        |
| Ф ф (фъ) | Х х (хъ) | Ц ц (цъ) | Ч ч (чъ) | Ш ш (шъ) | Щ щ (штъ) | Ъ ъ (ер голям) | Ь ь (ер малък) | Ю ю (йу) | Я я (йа)       |

## История
През 886 г. България приема глаголическата азбука, създадена от св. Кирил и св. Методий. Единственият книжовен източник, в който се посочва годината, в която е създадена глаголическата писменост, е съчинението „За буквите“ („О писмєньхъ“) на старобългарския писател Черноризец Храбър, а именно 6363 г. по александрийското летоброене, или 855/863 г. по сегашното летоброене. Глаголицата постепенно е заменена с кирилица – азбука, създадена в Преславската книжовна школа в началото на X век. Тя представлява гръцката азбука с добавени опростени варианти на глаголическите букви за онези букви от глаголицата, които нямали гръцки съответствия – това са буквите б, ж, ч, ш, щ, ѧ, ѫ, ъ, ь, ѣ, ю, ѩ, ѭ. Най-старите български писмени паметници са от края на X и от началото на XI в.
Доказателства за факта, че глаголицата е по-стара от кирилицата, са следните: на първо място, най-старите български писмени паметници, като Зографското евангелие, Мариинското евангелие, Синайският молитвеник и др., са написани с глаголица; на второ място, глаголическите писмени паметници притежават по-старинни езикови черти; на трето място, някои книжовни паметници, писани с кирилица върху пергамент, върху който е имало глаголическо писмо, но е остъргано, та са останали само следи от него – това са т.нар. палимпсести, каквото е и Боянското евангелие от XIII в.
Най-ранно засвидетелстван старобългарски текст с кирилица е надписът на чъргубиля Мостич, висш сановник при цар Симеон Велики и цар Петър. Следва го надпис върху каменна плоча от 993 г., поставена от цар Самуил в памет на неговите родители и брат му.
Масово използван в България до първата четвърт на XIX век е традиционният вариант на кирилицата, в който спорадично са използвани и буквите Ћ и Џ, добавени през XIV – XV век.
Ключов момент в историята на българската азбука са 30-те години на XIX век, когато става преминаването от традиционната кирилица към руската гражданска азбука на цар Петър I, която е нейна модификация. Преминаването е улеснено от материалното превъзходство на руската литература (печатни преси, книгоиздаване) и от разпространението по онова време на панславянските идеи. Българската гражданска азбука взима от старата кирилица и буквата Ѫ (голяма носовка) и Ѭ (йотирана голяма носовка), които липсват в руската азбука, за сметка на Ы и Э, които не се употребяват в българската азбука. От руската гражданска азбука е възприета и буквата Я, която постепенно замества старобългарската буква  (йотувано а). Съвременната българска кирилица добива окончателния си вариант при правописната реформа от 1945 г., когато са премахнати буквите Ѣ (ят) и Ѫ (голяма носовка).
Съществува и българска кирилица, която модернизира и компенсира някои от основните недостатъци на създадената от Петър I азбука: липса на разлика между малки и главни букви, липса на графично разнообразие (горни и долни дължини). След 2014 г. има гражданска инициатива за популяризиране на тази форма на азбуката.

## Клавиатурна подредба
Клавиатурната подредба по БДС 5237:1978 (действаща от 1 януари 1978 г.) е основната българска подредба за писане с българската азбука, като включва и допълнителни букви от руската азбука (э и ы на мястото на ѣ и ѫ спрямо подредбата от преди реформата). Тя, заедно с фонетичната подредба, са най-използваните за писане на кирилица от български потребители.
Подредбата по БДС се използва най-напред при пишещите машини. При нея няма връзка между символите на кирилица и тези в подредбата QWERTY. Например при подредбата БДС буквата „О“ отговаря на буквата „F“ от QWERTY подредбата, докато при фонетичната клавиатура съответната буква на кирилица е „Ф“.
Подредбата „БДС“ е оптимизирана за писане на български език, като включва и допълнителни букви от руския език, като най-често използваните букви (О, Н, Т и А), както и Э (обратно Е) са поставени така, че да се печатат с по-силните пръсти – показалец и среден. Подредбата е от тип, при който буквите на гласните и полугласните звуци са поставени от едната страна на клавиатурата, а на повечето съгласни – от другата (с цел двете ръце да се редуват възможно най-често). Българските машинописци са печелили международни състезания по машинопис, печатайки със скорост от над 1000 знака в минута, което е съизмеримо със скоростта на говорене.